# Brentino Belluno
Brentino Belluno é uma comuna italiana da região do Vêneto, província de Verona, com cerca de 1.300 habitantes. Estende-se por uma área de 26,48 km², tendo uma densidade populacional de 50 hab/km². Faz fronteira com Avio (TN), Caprino Veronese, Dolcè, Ferrara di Monte Baldo, Rivoli Veronese.

## Demografia
| Variação demográfica do município entre 1861 e 2011                               |
|                                                                                   |
| Fonte: Istituto Nazionale di Statistica (ISTAT) - Elaboração gráfica da Wikipedia |